# さいたま市立土合小学校
さいたま市立土合小学校（さいたましりつ つちあいしょうがっこう）は、埼玉県さいたま市桜区西堀七丁目に所在する公立小学校。

## 概要
1892年（明治25年）に西堀学校、田島学校、栄和学校を統合して、土合尋常小学校という名称で開校された。当時の地名は土合村であり、ここからとられている。2012年時点で開校120周年となった。本校の前身の西堀学校は1873年(明治6年)が設立。

## 沿革
- 1873年（明治6年） - 医王寺境内に西堀学校設立。
- 1892年（明治25年） - 西堀学校、田島学校、栄和学校を統合して、土合尋常小学校開校。
- 1899年（明治32年） - 土合尋常高等小学校と改称。
- 1941年（昭和16年） - 国民学校令により土合国民学校と改称。
- 1947年（昭和22年） - 学制改革により土合村立土合小学校と改称。
- 1955年（昭和30年） - 浦和市との合併により浦和市立土合小学校と改称。
- 1965年（昭和40年） - 西浦和小学校を分離。
- 1973年（昭和48年） - 栄和小学校を分離。
- 1977年（昭和52年） - 新開小学校を分離。
- 1982年（昭和57年） - 中島小学校設立に伴い一部児童を土合小学校へ分離[2]。